# پیتکیارانتا
شهر پیتکیارانتا (به روسی: Питкяранта) در کشور روسیه و در جمهوری کارلیا واقع شده‌است.